# Himenosporum
Himenosporum (domaći australski mirisavac, lat. Hymenosporum flavum), Monotipski rod vazdazelenog grmlja ili drveća iz porodice Pittosporaceae. Jedina je vrsta domaći australski mirisavac koji raste po kišnim šumama Queenslanda, Novog Južnog Walesa i Nove Gvineje.
- H. flavum
- H. flavum
- H. flavum